# Deià
Deià település Spanyolországban, a Baleár-szigeteken. Deià Valldemossa, Bunyola és Sóller községekkel határos. Lakosainak száma 717 fő (2024).

## Népesség
A település népessége az elmúlt években az alábbi módon változott:
| Lakosok száma | 677  | 689  | 708  | 755  | 752  | 768  | 642  | 617  | 674  | 717  |
|               | 2001 | 2004 | 2006 | 2009 | 2011 | 2014 | 2016 | 2019 | 2021 | 2024 |